# Podkorzeniak skórzasty
Podkorzeniak skórzasty (Hysterangium coriaceum R. Hesse) – gatunek grzybów z rodziny podkorzeniakowatych (Hysterangiaceae).

## Systematyka i nazewnictwo
Pozycja w klasyfikacji według Index Fungorum: Hysterangium, Hysterangiaceae, Hysterangiales, Phallomycetidae, Agaricomycetes, Agaricomycotina, Basidiomycota, Fungi.
Nazwę polską zaproponował Władysław Wojewoda w 2003 r.

## Morfologia
Owocniki mniej więcej kuliste, białawe z czerwonawym odcieniem, pod działaniem alkoholu brązowawe. Kolumella w środkowej części gleby, dobrze rozwinięta, jasnobrązowa. Perydium o grubości 300–500 µm, łatwe do oddzielenia od gleby, trójwarstwowe. Warstwa zewnętrzna skórzasta, złożona z bardzo cienkich, jasnobrązowych, ściśle upakowanych strzępek. Warstwa środkowa pseudoparenchymatyczna, warstwa wewnętrzna cienka, złożona z prawie bezbarwnych strzępek. Gleba o barwie od szarej do oliwkowozielonej, w alkoholu jasnobrązowa z okrągłymi na przekroju, zbudowana ze szklistych, grubych, zżelatynizowanych i septowanych strzępek o długości 130–150 µm. Podstawki wąsko cylindryczne, przeważnie 2-zarodnikowe z krótkimi sterygmami. Zarodniki 8–12 × 3–4 µm, w masie lekko brązowawe.

## Występowanie
Podano występowanie podkorzeniaka skórzastego w Ameryce Północnej, niektórych krajach Europy i na jednym stanowisku w Australii. W Polsce po raz pierwszy jego stanowiska podała Maria Ławrynowicz w 2001, później znaleziono go jeszcze kilka razy.
Grzyb podziemny występujący w lasach pod bukami i leszczyną.